# Dielsdorf (district)
Dielsdorf is een district in kanton Zürich. De hoofdplaats is Dielsdorf. Het district omvat de volgende gemeenten:
| Wapenschild    | Postcode en gemeentenaam | Inwoners (2006) | Oppervlakte (km2) | Gemeente nummer |
| -------------- | ------------------------ | --------------- | ----------------- | --------------- |
| Bachs          | 8164 Bachs               | 553             | 9,12              | 0081            |
| Boppelsen      | 8113 Boppelsen           | 1223            | 3,94              | 0082            |
| Buchs          | 8107 Buchs               | 4988            | 5,87              | 0083            |
| Dällikon       | 8108 Dällikon            | 3446            | 4,50              | 0084            |
| Dänikon        | 8114 Dänikon             | 1774            | 2,80              | 0085            |
| Dielsdorf      | 8157 Dielsdorf           | 5010            | 5,86              | 0086            |
| Hüttikon       | 8115 Hüttikon            | 560             | 1,60              | 0087            |
| Neerach        | 8173 Neerach             | 2703            | 6,01              | 0088            |
| Niederglatt    | 8172 Niederglatt         | 4231            | 3,62              | 0089            |
| Niederhasli    | 8155 Niederhasli         | 7768            | 11,24             | 0090            |
| Niederweningen | 8166 Niederweningen      | 2450            | 6,88              | 0091            |
| Oberglatt      | 8154 Oberglatt           | 5345            | 8,29              | 0092            |
| Oberweningen   | 8165 Oberweningen        | 1504            | 4,86              | 0093            |
| Otelfingen     | 8112 Otelfingen          | 2263            | 7,23              | 0094            |
| Regensberg     | 8158 Regensberg          | 455             | 2,39              | 0095            |
| Regensdorf     | 8105 Regensdorf          | 15.506          | 14,62             | 0096            |
| Rümlang        | 8153 Rümlang             | 5961            | 12,39             | 0097            |
| Schleinikon    | 8165 Schleinikon         | 703             | 5,65              | 0098            |
| Schöfflisdorf  | 8165 Schöfflisdorf       | 1158            | 4,05              | 0099            |
| Stadel         | 8174 Stadel              | 1866            | 12,85             | 0100            |
| Steinmaur      | 8162 Steinmaur           | 2960            | 9,39              | 0101            |
| Weiach         | 8187 Weiach              | 964             | 9,57              | 0102            |
|                | Totaal (22)              | 73.391          | 152,73            | 0104            |

Affoltern · Andelfingen · Bülach · Dielsdorf · Dietikon · Hinwil · Horgen · Meilen · Pfäffikon · Uster · Winterthur · Zürich